# Salvador Puig Asbert
Salvador Puig Asbert (Moncada y Reixach, Cataluña, 4 de diciembre de 1979) fue un jugador profesional de balonmano español que jugó de lateral derecho. Su último club fue el Club Balonmano Granollers. Llegó a ser internacional por España, jugando 12 partidos y anotando 35 goles.
Empezó a formarse con 6 años en el Club Balonmano La Salle Montcada cuando 7 años después fichó por el BM Granollers, donde comenzó a los 13 años. Jugó en categoría cadete y juvenil, hasta ascender al primer equipo en el año 1996 hasta el 2003. Sus buenas actuaciones, lo llevaron a Alemania donde fichó por el Frisch Auf Göppingen. Un año más tarde ficharía por el FC Barcelona, club en el que estuvo tres años y ganó entre otros, la Liga de Campeones de la EHF. Probaría después de su etapa azulgrana con el Cuatro Rayas Valladolid y de nuevo el BM Granollers, aunque en el 2011, dejó el balonmano español para irse al Toulouse HB. Después regresó al Club Balonmano Granollers en 2014, y donde permaneció hasta 2016, cuando anunció su retirada.

## Equipos como entrenador
- Unió Esportiva Handbol Calella (2016-2019)
- Unio Esportiva Sarria (2019 - 2021)
- Club Handball la Salle Montcada (2022-2024)
- Club Deportivo Balonmano Aula Cultural (actualmente)

## Equipos como jugador
- BM Granollers (1996-2003)
- Frisch Auf Göppingen (2003-2004)
- FC Barcelona (2004-2007)
- BM Valladolid (2007-2008)
- BM Granollers (2008-2011)
- Toulouse Handball (2011-2014)
- BM Granollers (2014-2016)

## Palmarés

### FC Barcelona
- Liga de Campeones de la EHF (2005)
- Liga ASOBAL (2006)
- Copa del Rey (2007)
- Supercopa de España (2007)